# Werner Meissner (Politikwissenschaftler)
Werner Meissner ist ein deutscher Politikwissenschaftler.

## Leben
Er erwarb 1969 das Diplom in Politikwissenschaft an der FU Berlin, 1984 den Dr. phil. an der FU Berlin und 1992 die Habilitation (Venia Legendi in Politikwissenschaft) an der Universität des Saarlandes. Von 1996 bis 2003 war er Professor und Leiter der Abteilung für Regierungs- und internationale Studien an der Hong Kong Baptist University.
Seine Forschungsinteressen sind Regierung und Politik Chinas, internationale Beziehungen, politische Philosophie, chinesische Philosophie, westliche Philosophie in China, Beziehungen zwischen Europa und der Volksrepublik China, Beziehungen zwischen Deutschland und der Volksrepublik China.

## Schriften (Auswahl)
- Katalog der Arbeitsstelle Politik Chinas und Ostasiens des Fachbereichs Politische Wissenschaft der Freien Universität Berlin. Berlin-Lichterfelde 1978, ISBN 3-921862-49-3.
- Philosophie und Politik in China. Die Kontroverse über den dialektischen Materialismus in den dreißiger Jahren. München 1986, ISBN 3-7705-2387-3.
- Western philosophy in China 1993–1997. A bibliography. Bern 2001, ISBN 3-906767-91-4.
- Zur Rezeption der Philosophie Henri Bergsons in Europa und Asien. Gossenberg 2021, ISBN 3-946114-83-0.